# 我是特种兵之利刃出鞘
《我是特种兵之利刃出鞘》是一部2012年10月1日在江苏卫视首播的由刘猛执导，吴京、徐佳、赵荀主演的军旅爱情电视剧。讲述了三个境遇迥异的热血青年何晨光、王艳兵、李二牛不约而同参军入伍后，历经一系列身心磨砺从新兵一步步成长为红细胞特别行动小组特战队员并与恐怖组织头目蝎子数次交手的故事。

## 剧情
大学生何晨光、社会青年王艳兵、农民工李二牛在中国人民解放军陆军狼牙特战旅参谋长范天雷上校的引导下参军入伍，经过陆军铁拳团新兵连严苛训练后，三人分别发配到神枪手四连、猛虎六连和神枪手四连炊事班。
在一次军区级演习中，三人在陆军铁拳团神枪手四连指导员龚箭上尉的带领下表现出色，随即被挑选参加陆军特战旅红细胞选拔。经过重重考验层层筛选，三人通过最终的心理考核之后正式成为特战旅红细胞特别行动小组的特战队员。
红细胞特别行动小组在与机警狡猾的雇佣兵头目蝎子的交手中，数次落空。甚至全队被俘，被卧底警察救出。最终，在弃恶从善的原雇佣兵队员王亚东的帮助与铁拳团火力支援下，红细胞特别行动小组成功击毙蝎子。

## 演员
| 演员   | 角色     | 简介 |
| 吴京   | 何晨光   | 青少年武术冠军，东南体育大学学生，陆军铁拳团二营神槍手四连狙击手＞陆军狼牙特战旅红细胞特别行动组狙击手，列兵→中尉（提干），代号“猎鹰”，于最後一集击毙蝎子报了杀父之仇。              |
| 吴京   | 何卫东   | 烈士，何晨光之父，死於蠍子之手。 |
| 徐佳   | 王艳兵   | 社会青年，陆军铁拳团三營猛虎六连狙击手及班附＞陆军狼牙特战旅红细胞特别行动组观察手，王青山之子，列兵→上等兵，代号“火烈鸟”。                                                          |
| 赵荀   | 李二牛   | 农民工，陆军铁拳团二营神枪手四连炊事班炊事员＞陆军狼牙特战旅红细胞特别行动小组成员，列兵→上等兵，代号“水牛”。                                                                        |
| 侯梦莎 | 唐心怡   | 军区军事游戏办主任，陆军狼牙特战旅红细胞特别行动小组特别教官，何晨光之女友，曾为总参谋部特工，代号“燕尾蝶”。上尉。于第36集（剪輯版第34集）中毒成为植物人，于最後一集有轻微苏醒迹象。 |
| 徐洪浩 | 龚箭     | 上尉→少校，陆军铁拳团二营神枪手四连指导员（兼新兵连指导员）＞海军陆战队铁拳团二营神枪手四连指导员＞陆军狼牙特战旅红细胞特别行动组教导员，代号“雪狼”。                                |
| 周惠林 | 范天雷   | 上校，陆军狼牙特战旅参谋长，代号：金雕、五号，张丽娜之前夫，于最後一集牺牲。 |
| 刘晓洁 | 林晓晓   | 东南体育大学学生，何晨光初恋，雇佣兵王亚东之妻，于第37集生下与王亚东之子。 |
| 傅程鹏 | 王亚东   | 某外籍兵团退役士兵，实为警方臥底，代号“山猫”、“不死鸟”。雇佣兵，林晓晓之夫，于最後一集被蔡小心误杀。                                                                                 |
| 王劲松 | 蝎子     | 某外籍兵团首位亚裔军士长，真名「阮文雄」，雇佣兵头目，曾杀害范天雷与张丽娜之子和何卫东，于最後一集被何晨光击毙。                                                                     |
| 何达   | 陈善明   | 少校，陆军狼牙特战旅一营营长兼红细胞特别行动组组长，代号“雪豹”。 |
| 任柯诺 | 宋凯飞   | 中尉，陆军陆航团飞行员＞陆军狼牙特战旅红细胞特别行动组机枪手。 |
| 程愫   | 张丽娜   | 企业老总，李翠芬之上司，范天雷之前妻。 |
| 王天野 | 察猜     | 泰国华侨，泰拳高手，何晨光之好友，泰军特种部队少尉，因妻女被挟持而被迫成为雇佣兵，于最後一集欲自杀但被海军陆战队铁拳团官兵乱枪击毙。                                                 |
| 侯勇   | 何志军   | 大校，陆军狼牙特战旅旅长。 |
| 郎峰   | 徐天龙   | 中尉，军区信息战中心＞陆军狼牙特战旅红细胞特别行动组成员。 |
| 王韬   | 苗狼     | 上士，陆军狼牙特战旅红细胞特别行动组助教。 |
| 高明   | 何副司令 | 中将，原陆军东南军区副司令，何卫东之父，何晨光之祖父。 |
| 贺镪   | 王青山   | 卧底警察，代号金枪鱼，王艳兵之父，于第32集抓捕尚明之时为救王艳兵被其杀害。 |
| 刘金山 | 尚明     | 南美华裔毒枭，其父在一次毒品交易中被察猜击毙，于第32集得知王青山的卧底身份后将其杀害，后被王艳兵击毙。                                                                               |
| 于和伟 | 康雷     | 上校，陆军铁拳团团长＞海军陆战队铁拳团团长，范天雷生死之交。 |
| 洪卫   | 老黑     | 二级军士长，陆军铁拳团二营神枪手四连一排一班班长＞海军陆战队铁拳团二营神枪手四连。                                                                                                   |
| 郝率   | 黄靖源   | 中士>上士，陆军铁拳团三营猛虎六连三班班长，陆军铁拳团改编为海军陆战队铁拳团后调至二营神枪手四连一班長。                                                                              |
| 李飞   | 蔡小心   | 上等兵→下士，陆军铁拳团三營猛虎六连驾驶员＞海军陆战队铁拳团神槍手四连副班长兼狙击手，于最後一集误杀王亚东。                                                                          |
| 王长林 | 温长林   | 二级警监，东海省公安厅刑侦总队队长。 |
| 鲍国安 | 高世巍   | 中将，东南军区副司令。 |

## 音乐
| 曲别   | 歌名           | 作曲 | 作词   | 演唱 |
| 主题曲 | 《永远的战士》 | 杨鹤 | 嵇道青 | 刀郎 |